# Art informel
L'art informel (ou informelisme) est un ensemble de tendances artistiques non-figuratives et gestuelles (abstraction lyrique, matiérisme, spatialisme) qui se sont manifestées en Europe dans la période de l'après-guerre (1945-1960).
L'art informel s'est développé plus particulièrement en France, en Espagne, en Italie, en Allemagne, au Benelux, en Autriche et en Suisse, et trouve des équivalents en Amérique, notamment avec la tendance de l'expressionnisme abstrait représentée par l'action painting, ainsi qu'en Argentine.

## Tendances de l'Art informel
Les principales tendances de l'Art informel sont :
- l'abstraction lyrique, qui résulte de diverses techniques signo-gestuelles avec sa composante initiale principale, le tachisme. À cette tendance sont notamment associées aussi les principaux artistes non figuratifs de la nouvelle école de Paris ;
- le matiérisme qui explore plusieurs procédés de traitement de la surface de la toile ;
- par association, le spatialisme, qui inclut les dimensions de l'espace-temps et de la lumière.

Les groupes CoBra et Gutai peuvent lui être associés.

## Pratiques picturales
Dans la démarche d'art informel, l'artiste laisse toute liberté à l'imprévu des matières (goût pour la tache et l’accident) et à l'aléatoire du geste, refusant le dessin et la maîtrise ainsi que la conception traditionnelle de la peinture et de son cheminement qui mène de l'idée à l'œuvre finie, en passant par les ébauches et les esquisses ; c'est une œuvre ouverte que le spectateur peut lire librement.
L’aventure picturale est totalement neuve : au lieu de partir d'un sens pour construire des signes, l'artiste commence par la fabrication de signes et en donne ensuite le sens — l'aide de la musique ayant produit l'art informel musical.
Caractéristiques plastiques : spontanéité du geste, emploi expressif de la matière, aucune idée préconçue, l'expérience du vécu fait naître l'idée, l'œuvre est le lieu et le moment privilégié où l'artiste se découvre ; c'est la fin de la reproduction de l'objet pour la représentation du sujet qui devient la finalité de la peinture, avec un aspect parfois calligraphique (Georges Mathieu, Hans Hartung). 

## Histoire

### Paris, 1944
À Paris, sous l'Occupation, il apparaît à de nombreux artistes (Fautrier, témoin d'exécutions d'otages, Wols, interné puis dans une situation précaire, etc.), qu'il n'est plus possible de représenter la réalité de manière explicite. Guerre, désarroi, doute, absurdité, manque total de grands projets… Alors, pour quelles causes s'engager ? S'engager pour sa propre vérité. C'est la puissance de l'expérimentation. Ces artistes développent une esthétique abstraite ou « informelle » pour traduire leurs sentiments et impressions, leur propre expressivité. De ces expériences naîtront plusieurs tendances. Plusieurs appellations, qui interfèrent entre elles, ont été données à la pratique et au regroupement de ces artistes.
Dès la Libération de Paris en 1944, se tiennent de nombreuses expositions des artistes de cette nouvelle tendance, d'abord dans des galeries d'art privées, telles la galerie Jeanne Bucher avec Nicolas de Staël en 1944, la galerie René Drouin avec Jean Dubuffet en 1944, Jean Le Moal, Gustave Singier, Alfred Manessier, Tal-Coat et Jean Fautrier en 1945, la galerie Louise Leiris avec André Masson en 1945, la galerie Rive gauche avec Henri Michaux en 1946 ou encore la galerie Conti avec Pierre Soulages et Gérard Schneider en 1947 ; puis dans les salons de peinture, tels le Salon des surindépendants, où l'on peut voir Wols et Bryen dès 1945 ; le Salon de Mai, créé en 1943 ou le Salon des réalités nouvelles, créé en 1946.

### New York
Aux États-Unis, au sortir de la Seconde Guerre mondiale, les conditions économiques, politiques et artistiques suscitent une nouvelle manière de peindre, de voir et de donner à voir :
- l’économie est florissante ;
- les artistes européens exilés durant la guerre ont permis aux artistes américains de s'approprier les principes et pratiques de l’avant-garde ;
- enfin, avec le début de la guerre froide, la peinture américaine représente une arme culturelle exportable.

L’expressionnisme abstrait s’impose avec une nouvelle génération d’artistes vivant à New York : le mouvement action painting est principalement incarné par Pollock — à partir de sa série de 1946 « The Sounds in the Grass » (« Les sons dans l'herbe ») et de la mise au point, en 1947, de la technique du dripping — De Kooning à partir de 1952 ou Franz Kline. Le Colorfield Painting (champs colorés) désigne la peinture de Mark Rothko depuis 1946 avec ses peintures « multiform », de Clyfford Still, vers 1946, ou de Barnett Newman, à partir de 1948 mais préfiguré en 1946.

### L'abstraction lyrique
L’expression « abstraction lyrique » est employée pour la première fois par Jean José Marchand et le peintre Georges Mathieu lors de l'exposition organisée en décembre 1947 à la galerie du Luxembourg avec Wols, Bryen, Hartung, Georges Mathieu, Riopelle, Atlan, Ubac, Arp, exposition à laquelle Mathieu voulait donner le titre « Vers l’abstraction lyrique », mais auquel la directrice de la galerie préféra « L'imaginaire ».
Cette exposition sera suivie, en 1948, de « HWPSMTB » chez Colette Allendy (HWPSMTB pour Hartung, Wols, Picabia, Stahly, Mathieu, Tapié, Bryen). L'exposition « White & Black » de la galerie des Deux-Îles présentera également Tobey en 1948. L'abstraction lyrique regroupe à l'origine des artistes qui évoluent vers le langage abstrait, suivant une écriture gestuelle, qui, dès avant la guerre, s'était glissée entre l'esprit dada et l'esprit surréaliste chez Hans Hartung (1922) et Camille Bryen (1936), puis qui débouche pendant (Wols) et après celle-ci sur de nouveaux procédés de liberté plastique, allant de la projection linéaire des couleurs sur la toile jusqu'à leur brossage plus ou moins ample, notamment chez Georges Mathieu, Jean-Paul Riopelle, André Masson, Nicolas de Staël, Pierre Soulages, Jean Messagier, Gérard Schneider, Jean Degottex, Zao Wou-Ki, Simon Hantaï, Tal-Coat ou Olivier Debré.
En novembre 1949 se tient à la Perspectives Gallery de New York une exposition de Mathieu, Fautrier, Michaux, Ubac et Wols.
Par extension, on associa à l'abstraction lyrique certains des principaux artistes de la tendance non figurative de la nouvelle école de Paris, tels que Jean Bazaine, Alfred Manessier ou Jean Le Moal, qui avaient participé, en 1941, à l'exposition « Vingt jeunes peintres de tradition française » en se réclamant d'une non figuration violemment colorée marquée par la tradition religieuse romane (vitrail), avant d'être censurés en 1942, et même jusqu'à leurs contemporains de la nouvelle école de Paris adeptes d'une abstraction allusive plus géométrique (telle Maria Elena Vieira Da Silva). Certains d'entre eux évoluèrent en effet vers un style plus « lyrique », au même titre que certains artistes du mouvement de la Jeune Peinture belge fondé en 1945 avec Louis Van Lint, etc.

### Le «tachisme»
Le terme « tachisme », qui est d'abord employé péjorativement par le critique Pierre Guéguen en 1951, est réutilisé en 1952 sur l'initiative du critique Michel Tapié dans son ouvrage Un art autre pour désigner un des aspects de l'art informel, qui correspond aux techniques gestuelles équivalentes à celles apparues, à partir de 1946, chez Jackson Pollock, au sein de l'expressionnisme abstrait, et qui seront qualifiées d'« action painting » par le critique américain Harold Rosenberg en 1952. Ce terme est également utilisé, en 1954, par le critique Charles Estienne, pour définir notamment le travail de Hartung, Riopelle, Messagier et Soulages, puis dans son ouvrage L'Art à Paris 1945-1966. Parallèlement, l'œuvre de Pollock est exposée au Studio Fracchetti en 1952, année où de nombreux autres artistes américains de l'expressionnisme abstrait sont également présentés en France avec l'exposition collective « Regards sur la peinture américaine » tenue à la Galerie de France, et qui réunit De Kooning, Gorky, Gottlieb, Guston, Hofmann, Kline, Motherwell, Pollock, Reinhardt, Tobey, etc.

### L'«art informel»
La formule « art informel » est donnée en 1951 par le critique d'art Michel Tapié lors de l'exposition « Véhémences confrontées » tenue en mars à la galerie Nina Dausset sur le thème « Tendances extrêmes de la peinture non figurative » et qui réunit Bryen, Capogrossi, De Kooning, Hartung, Mathieu, Pollock, Riopelle, Russel et Wols. L'expression est notamment employée à propos de ce dernier, qui est à l'origine du mouvement de l'abstraction lyrique, puis, surtout, à l'égard de Fautrier et de Dubuffet. Ceux-ci sont en effet présentés en novembre 1951 au Studio Fracchetti à l'exposition « Signifiants de l'informel I », qui réunit également Michaux, Mathieu, Riopelle et Serpan et qui sera renouvelée l'année suivante. Mais, le terme est utilisé, pour la première fois, en 1950, par Antoni Tàpies lorsqu'il parle de « signifiants de l'informel » dans la nouvelle peinture, de sorte qu'il s’appuie d'abord plus particulièrement sur la tendance matiériste, plus radicale de l'art non figuratif d'après-guerre propre à ces derniers artistes.[Information douteuse]
À cette tendance, il est possible de rattacher à la même époque, à partir de 1949, la peinture de Lucio Fontana qui fonde, en 1950, le spatialisme, mouvement qu'il a théorisé dès 1946 ou, à partir de 1948, l'œuvre d'Alberto Burri, fondateur deux ans plus tard du groupe Origine.

### Le matiérisme
Dès 1948, en effet, Antoni Tàpies fonde à Barcelone le groupe Dau al Set (« Dé sur le sept »), avec le poète et plasticien Joan Brossa, au sein duquel il expose ses premières œuvres « Pintura y Encolado ». Puis il utilise l'expression « pintura matérica » (peinture matiérique ou « matiérisme »), dont les caractéristiques ont été initiées dès 1944 par Jean Fautrier et Jean Dubuffet, et qui trouvent même des prémices chez Antoine Pevsner ou Paul Klee avant eux. Néanmoins, dans son exposition de 1952 « Signifiants de l'informel » Michel Tapié réaffirme la synthèse de cette expression picturale matiériste avec le tachisme, au sein de l'art informel. 
L'action picturale de l'art informel se trouve donc mobilisée dans des voies différentes : d'une part, l'expansion matiériste amalgame des médiums variés et des éléments non picturaux à ses hautes pâtes ; d'autre part, l'inscription des signes et graphes renvoie à l'automatisme surréaliste ou à une inspiration extrême-orientale. André Malraux a soutenu avec intérêt l'art informel, Antonin Artaud également.

### L'exposition «Quadriga» en Allemagne
En 1952 a lieu l'exposition « Quadriga » à Francfort avec des œuvres de Karl Otto Götz, Bernard Schultze, Otto Greis et Heinz Kreutz. Une exposition tenue en 2002 en a célébré le cinquantenaire. De la même tendance relèvent les groupes Zen 49, Gruppe 53, SPUR et WIR (de) dits « Geflecht » qui entretiennent des rapports avec Asger Jorn du groupe CoBra. 
Ce dernier mouvement, influencé par le surréalisme (Miro) et l'expressionnisme allemand, s’inscrit en effet également dans une tendance de l'art informel d'après-guerre pour l'usage de la spontanéité et de l'automatisme dans ses travaux, malgré quelques aspects figuratifs allusifs. Il tissera également des liens avec Dubuffet, à la recherche d'un fonds commun d'art « primitif » et « enfantin ».

### En Espagne
En 1957 est fondé à Madrid le Groupe El Paso, qui se réclame de Tàpies, avec Manolo Millares, Luis Feito, Manuel Viola, Antonio Saura, Rafael Canogar et les sculpteurs Pablo Serrano et Martín Chirino López. Plus tard, un groupe de peintres de Valladolid, plus tard appelé Groupe Simancas, développe une peinture colorée qui, chez certains de ses artistes, se déploie sous forme d'abstraction. Un peintre proche de ce groupe, mais formé à Paris, Alejandro Conde López, crée une œuvre abstraite très personnelle, fauviste en ce qui concerne les couleurs et proche de Jean Arp et Fernand Léger quant aux formes.
L'expression « art informel » caractérise donc finalement les pratiques picturales abstraites de l'après-guerre en Europe qui font pendant à l'expressionnisme abstrait américain.

## Hors d'Europe

### Le mouvement «informaliste»
De même, en Argentine, est créé le mouvement « informaliste », fondé par Kenneth Kemble, Luis Alberto Wells et Alberto Greco, auxquels se joignent ensuite Pucciarelli, Maza, Olga López, Towas et le photographe Jorge Roiger, et qui effectuent deux expositions en 1959. 

### Le mouvement Gutaï
Enfin, Michel Tapié soutiendra et révèlera en Europe le mouvement Gutaï, né en 1954, et théorisé en 1956, avec notamment Jiro Yoshihara, Kazuo Shiraga et Shōzō Shimamoto, qu'il associera également à l'art informel.

## Artistes

### En Europe

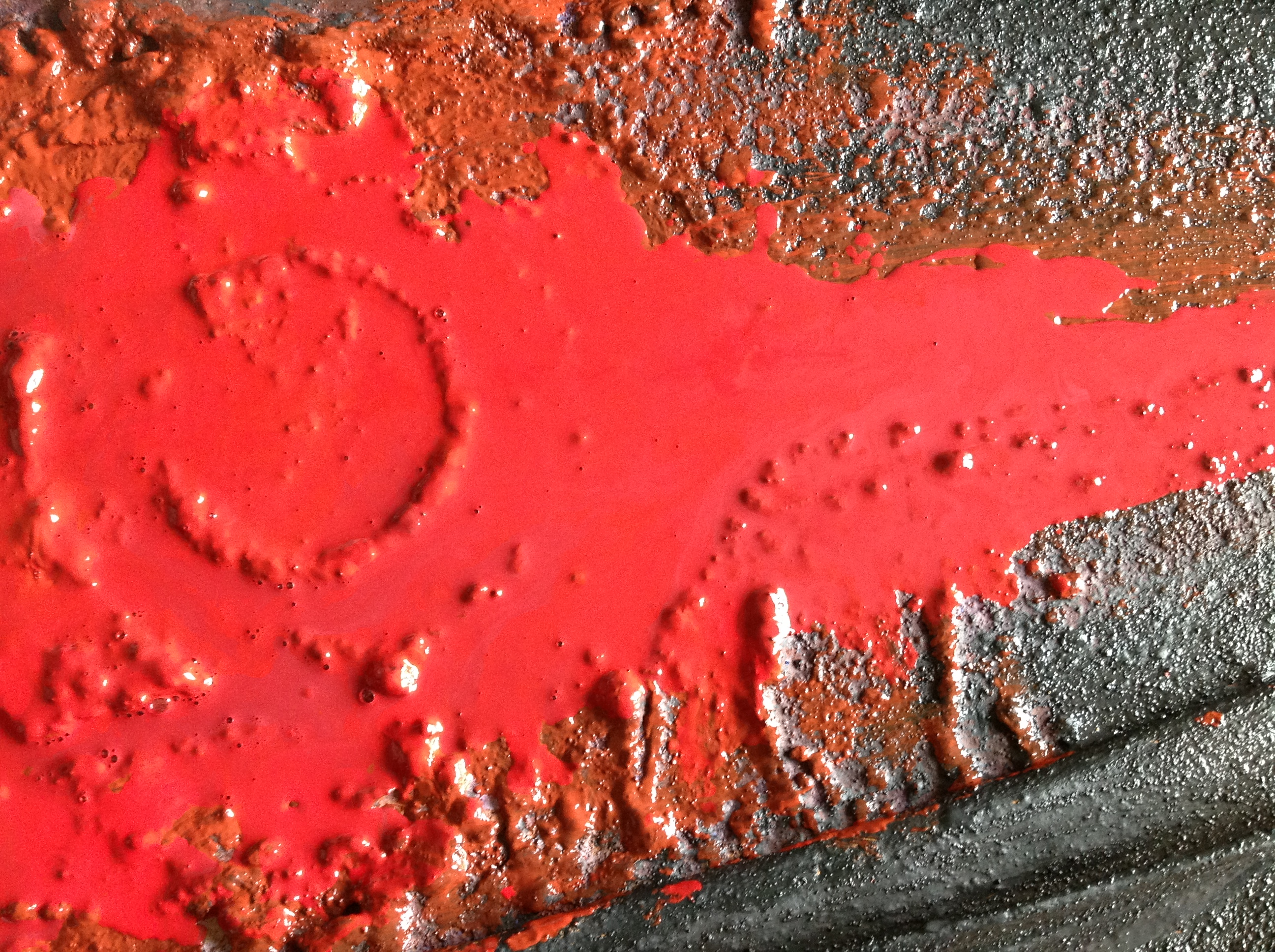
Détail d'une œuvre de Laurent Jiménez-Balaguer.

- Enrico Accatino
- Jean-Michel Atlan
- François Arnal
- François Baron-Renouard
- Jean Bazaine
- Bélasco
- Roger Bissière
- Bohumír Bocian
- Bram Bogart
- Dieter Borst
- Ferruccio Bortoluzzi
- Peter Brüning
- Camille Bryen
- Alberto Burri
- Rafael Canogar
- Ettore Colla
- Alejandro Conde López
- Roberto Crippa
- Modest Cuixart
- Olivier Debré
- Jean Degottex
- Enrico Donati
- Jean Dubuffet
- Maurice Estève
- Agenore Fabbri
- Jean Fautrier
- Lucio Fontana
- Karl Otto Götz
- Simon Hantaï
- Hans Hartung
- Laurent Jiménez-Balaguer
- Karskaya
- Zoltán Kemény
- Ladislas Kijno
- Jeanne Laganne
- André Lanskoy
- Jean Le Moal
- Alfred Manessier
- Georges Mathieu
- Jean Messagier
- Henri Michaux
- Manolo Millares
- Jean Miotte
- Lucio Muñoz
- Edo Murtic
- Alfred Pauletto
- Serge Poliakoff
- Marie Raymond[12]
- Hans Reichel
- Gian Carlo Riccardi
- Jean-Paul Riopelle
- Antonio Saura
- Emilio Scanavino
- Gérard Schneider
- Bernard Schultze
- Emil Schumacher
- Gustave Singier
- Waldemar Smolarek
- K. R. H. Sonderborg
- Pierre Soulages
- Nicolas de Staël
- Árpád Szenes
- Pierre Tal Coat
- Antoni Tàpies
- Kristine Tissier
- Louis Van Lint
- Bram van Velde
- Maria Elena Vieira da Silva
- Manuel Viola
- Wols
- Zao Wou-Ki

#### CoBra
- Pierre Alechinsky (1927-)
- Karel Appel (1921-2006)
- Guillaume Corneille (1922-2010)
- Christian Dotremont (1922-1979)
- Jacques Doucet (1924-1994)
- Asger Jorn (1914-1973)
- Constant Nieuwenhuis (1920-2005)

### Aux États-Unis
Artistes équivalents de l'expressionnisme abstrait
- Norman Bluhm (1921-1999)
- Sam Francis (1923-1994)
- Alberto Greco (1931-1965)
- Elaine Hamilton (1920-2010)
- Paul Jenkins (1923-2012)
- Kenneth Kemble (1923-1998)
- Franz Kline (1910-1962)
- Willem de Kooning (1904-1997)[13]
- Joan Mitchell (1925-1992)
- Jackson Pollock (1912–1956)
- Mark Rothko (1903-1970)
- Clyfford Still (1904-1980)
- Mark Tobey (1890-1976)
- Luis Alberto Wells (1939-)